# Gymnopatagus magnus
Gymnopatagus magnus är en sjöborreart som beskrevs av Alexander Emanuel Agassiz och Hubert Lyman Clark 1907. Gymnopatagus magnus ingår i släktet Gymnopatagus och familjen lyrsjöborrar. Inga underarter finns listade i Catalogue of Life.